# Karel Prokopec
Karel Prokopec (* 27. březen 1939 Hradiště – ?) byl 25. blovický starosta (ve funkci předsedy MěNV) v letech 1986–1990.

## Život
Karel Prokopec se narodil 27. března 1939 na Hradišti otci, který byl kovářem u ČSD. Po absolvování osmileté střední školy nastoupil do jednoroční učební nástavby. Poté pracoval dva roky jako pomocný dělník Okresního průmyslového kombinátu v Blovicích. V roce 1956 nastoupil do dvouletého učebního kurzu zámečníka zemědělských strojů v Domažlicích. Po základní vojenské službě se stal zámečníkem Škody Blovice. Absolvoval také kurzy na Vysoké vojenské škole ve Vyškově a na krajské politické škole v Plzni.

## Politická kariéra
V roce 1959 se stal členem Komunistické strany Československa a o dva roky později i do Lidových milicí (kde zastával pozici velitele závodní jednotky). Od roku 1971 byl zástupcem velitele okresního velitelství LM. Mezi lety 1976 a 1990 byl členem okresního výboru KSČ.
18. června 1986 byl zvolen předsedou MěNV Blovice. Za jeho působení došlo k počátkům výstavby bunkru S-44, obilného sila a okresního velitelství Lidových milicí ve Vlčicích. V komunálních volbách v roce 1990 kandidoval na osmém, posledním, místě kandidátky KSČ. Post starosty neobhájil a 6. prosince 1990 ho tak vystřídal Jaroslav Kratochvíl. V komunálních volbách 1994 byl zvolen na kandidátce KSČM zvolen zastupitelem, v 1998 a 2002 již zvolen nebyl.